# Theodor Schwann
Friedrich Theodor Schwann (Neuss, 7 de diciembre de 1810-Colonia, 11 de enero de 1882) fue un naturalista, fisiólogo y anatomista prusiano, considerado uno de los fundadores de la teoría celular. Además, las fermentaciones y las fibras nerviosas, en las que describió la vaina de Schwann, célula de Schwann y contribuyó notablemente a la histología.

## Biografía
Theodor Schwann: nació en Neuss, cerca de Dusseldorf, el 7 de diciembre de 1810. Conoció a Johannes Müller, fisiólogo, a quien ayudó en sus experimentos. Schwann continuó sus estudios de medicina en la Universidad de Wurzburgo y posteriormente en la Universidad de Berlín, de donde se graduó en 1834. Su tesis doctoral versó sobre la respiración del embrión de pollo.
En 1839 Schwann fue nombrado profesor de anatomía en la Universidad de Lovaina, Bélgica, donde permaneció hasta 1848, cuando aceptó una cátedra en la Universidad de Lieja. Allí permaneció hasta su jubilación en 1880. Después de salir de la influencia de Müller, la productividad de Schwann prácticamente cesó: en Bélgica hizo solo una publicación sobre el uso de la bilis. Era un excelente profesor, de conciencia, amado y apreciado por sus alumnos.
El trabajo de Schwann fue reconocido realmente por los científicos en otros países, y en 1879 fue nombrado miembro de la Royal Society y también de la Academia Francesa de Ciencias. En 1845 recibió la Medalla Copley. Murió el 11 de enero de 1882,a sus 71 años, en Colonia.

## Reportes

### Fisiología
En la Universidad de Berlín, Schwann nuevamente entró en contacto con Müller, quien le convenció de seguir una carrera científica. Muy poco tiempo después de comenzar a trabajar con Müller, tuvo su primer éxito. A partir de extractos de revestimientos del estómago, Schwann demostró que un factor que no era el ácido clorhídrico estaba operando en la digestión. Dos años más tarde,  logró aislar el principio activo, que llamó «pepsina».
Entre 1834 y 1838 Schwann llevó a cabo una serie de experimentos diseñados para resolver la cuestión de la verdad o falsedad del concepto de la generación espontánea. Su método consistía en exponer un caldo esterilizado (hervido) solo con aire caliente en un tubo de vidrio. El resultado que obtuvo fue la imposibilidad de detectar microorganismos y la ausencia de cambio químico (putrefacción) en el caldo. Estaba convencido de que la idea de la generación espontánea era falsa. Sus estudios de la fermentación del azúcar de 1836 también condujeron a su descubrimiento de que la levadura originaba el proceso químico de fermentación.
Por propuesta de Müller, Schwann también inició una investigación sobre la contracción muscular y descubrió los músculos estriados en la parte superior del esófago. También identificó la envoltura delicada de las células que rodean las fibras nerviosas periféricas, que actualmente se denominan la vaina de Schwann.

### Teoría celular y metabolismo
En 1839, Schwann se familiarizó con la investigación microscópica de Matthias Schleiden en las plantas. Describió la célula vegetal y propuso una teoría de la célula que estaba seguro de que era la clave para la anatomía y el crecimiento de las plantas. Siguiendo esta línea de investigación sobre los tejidos animales, Schwann no solo verificó la existencia de células, sino que trazó, en el desarrollo de tejidos adultos, muchas de las etapas del embrión temprano. Esta investigación y la teoría celular que siguieron se resumieron en Mikroskopische Untersuchungen über die Uebereinstimmung in Le vide of plante (1839; Investigaciones microscópicas sobre la similitud en la estructura y el crecimiento de la fauna y de la flora). En este trabajo, Schwann demostró que «la gran barrera entre el reino animal y el reino vegetal, a saber, la diversidad de la estructura definitiva, desaparece», estableció la teoría de la célula. Schwann propuso entonces tres generalizaciones sobre la naturaleza de las células:
- los animales y las plantas están formados por células más las secreciones de las células;
- estas células tienen una vida independiente;
- están sujetas a la vida del organismo.

Por otra parte, se dio cuenta de que los fenómenos de las células individuales se pueden resumir en dos clases: «los que se refieren a la combinación de las moléculas para formar una célula, llamados fenómenos plásticos», y «los que resultan de los cambios químicos, ya sea en las partículas componentes de la propia célula, o en el citoplastema (hoy citoplasma), llamados fenómenos metabólicos». Así, Schwann acuñó el término «metabolismo», que se convirtió en general adoptado para el conjunto de procesos químicos y mediante el cual los cambios de energía se producen en los seres vivos.

### Histología
Schwann también contribuyó a la comprensión y clasificación de los tejidos del animal adulto. Clasificó los tejidos en cinco grupos: células separadas independientes, como la sangre; compactado de células independientes, como la piel; células cuyas paredes se han unido, como el cartílago, los huesos y dientes; células alargadas que forman fibras, como los tendones y los ligamentos; y, por último, las células formadas por la fusión de sus paredes y cavidades, como los músculos. Sus conclusiones fueron también de base para el concepto moderno de la embriología, la que describió el desarrollo embrionario como una sucesión de divisiones celulares. 

Esta generalización del parentesco estructural esencial de todo ser vivo se le había negado durante siglos por la antigua doctrina aristotélica de las almas vegetales y animales. Tal vez los hallazgos de Schwann fueron más inquietantes de lo que a él le hubiera gustado admitir, ya que se dio cuenta de que apoyó una explicación física en lugar de una teológica. Schwann vio las consecuencias de sus descubrimientos, y la idea del mundo de la vida como nada más que una máquina lo que le horrorizó. Encontró refugio en la fe católica, eligiendo, como él decía, un Dios "más sensible para el corazón que a la razón".